# Licaria capitata
Licaria capitata es una especie de planta que pertenece a la familia Lauraceae, algunos de sus nombres comunes son: misateco, palo misateco (norte de Puebla y Veracruz), laurel de la sierra (Oaxaca), laurel negro y laurel canelillo de (Veracruz), hymnio moko (popoloca) y xolimte (huasteco).

## Clasificación y descripción
Es un árbol que puede alcanzar un crecimiento en altura de 15 metros y su tronco puede tener un diámetro de 40 cm. La densidad de su madera es de 0.76 gr/cm^3, presenta el tronco derecho con las ramas ascendentes y la copa redondeada. La corteza externa es ligeramente escamosa en piezas pequeñas, de color pardo, con lenticelas puberulentas y suberificado. Hojas, yemas de 3 mm cubiertas por numerosas escamas, agudas a obtusas, glabras o con pelos cortos blancos. Las hojas son simples dispuestas en espiral, la lámina mide 11 x 3.5 a 22 x 9.5 dm, elípticas, con márgenes enteros, ápice agudo o cortamente acuminado, base aguda; el haz es de color verde oscuro, brillante y glabro, el envés es de color verde grisáceo y finamente pubescente; coriáceas; con un fuerte olor a aguacate cuando se estrujan.
Las flores se encuentran en densas cabezuelas axilares; los pedúnculos mide de 2 a 4 cm de largo, pubescentes, las flores son actinomorfas, de 2 a 3 mm de lago sostenida por una pequeña escama aplanada; el perianto es tubular, con 6 dientecillos triangulares, pubescentes en la superficie; tiene 3 estambres fértiles. Los frutos se presentan solitarios o en cabezuelas hasta de 6 frutos, sésiles; en pedúnculos de 6 a 8 cm de lago, el largo promedio del fruto es de 2.5 cm y el ancho promedio es de 1.5 cm, es de color morado oscuro, lisos con una copa roja y carnosos con numerosas lenticelas grandes, la superficie externa extendida, gruesa y con bordes muy irregulares; tiene un olor a aguacate, tiene un semilla blanca.

## Distribución y ambiente
Se encuentra en la selva mediana subperennifolia, selva baja caducifolia, selva alta perennifolia, a una altitud de 0-600 m s. n. m. Los árboles de esta especie son perennifolios, florecen de mayo a octubre y el fruto madura de octubre a diciembre. Su distribución en México es en los estados de Chiapas, Oaxaca, Puebla, San Luis Potosí, Tabasco, Veracruz. También en Guatemala, Belice, Honduras.